# کلاگن‌فورت ۱۹۹۱۴
سیارک ۱۹۹۱۴ (به انگلیسی: 19914 Klagenfurt، نامگذاری:1973UK5) نوزده هزار و نهصد و چهاردهمین سیارک کشف شده‌است که در ۲۷ اکتبر ۱۹۷۳ کشف شد.
قدر مطلق سیارک برابر ۱۴٫۴۰ است.